# Pleuropetalum pleiogynum
Pleuropetalum pleiogynum là loài thực vật có hoa thuộc họ Dền. Loài này được (Kuntze) Standl. miêu tả khoa học đầu tiên năm 1923.